# Усачевський Володимир Олексійович
Володимир Олексійович Усачевскій (3 листопада 1911, Хайлар, Маньчжурія — 2 січня 1990, Нью-Йорк) — російський і американський композитор і піаніст, один з основоположників електронної музики.

## Біографія
Народився в російській сім'ї в місті Хайлар, Маньчжурії (в даний час — Внутрішня Монголія, КНР). Батько — офіцер російської Імператорської армії, який командував військами, які охороняли будівництво Транссибу. У сім'ї було п'ятеро дітей. Спочатку всіх їх музиці навчала мати, Марія Михайлівна Панова, викладачка гри на фортепіано. У дитинстві співав у православному церковному хорі.
У 1930 році сім'я (без батька, який повернувся в СРСР) емігрувала в США, в Каліфорнію. На той час Усачевський вже володів фортепіано і продовжив навчання в Помона-коледжі в Клермонті, штат Каліфорнія, а також в нью-йоркській консерваторії Істман, де в 1939 році працював з Говардом Хансоном, Бернардом Роджерсом і Берріллом Филлипсом і отримав ступінь магістра і доктора наук.
На початку 40-х років Усачевський викладав музику в Вермонті і працював помічником хорового режисера в Південній Каліфорнії. Після призову в армію, Усачевський був направлений в УСС, завдяки знанню російської та китайської мов. Перебуваючи в Вашингтонському університеті в Сіетлі на перепідготовці, зустрів там в 1943 році свою майбутню дружину Елізабет Крей (згодом — виконавчий директор Академії американських поетів в Нью-Йорку).
З 1947 по 1980 рік викладав у Колумбійському Університеті (Нью-Йорк), де в 1952 започаткував студію електронної музики. Започаткуванню студії сприяв випадок: в 1952 році В. Усачевському було доручено опікуватися нещодавно придбаним магнітофоном, чим він і скористався для музичних експериментів. У жовтні 1952 року твори Лунінга та Усачевського звучали на концерті електронної музики в нью-йоркському Музеї сучасного мистецтва, що транслювався в прямому ефірі і викликав фурор. На концерті звучали «Сонічні контури» Усачевського (1952), які в електронному вигляді модифікують звучання фортепіано. Усачевський був одним із найважливіших піонерів у створенні електронної музики та однією з найпотужніших сил. Він створив перші твори «стрічкової музики» — унікального американського синтезу французького музичного концерту та німецьких чисто електронних шкіл.
Надалі, в 1955 році університет придбав для студії перший, щойно винайдений синтезатор, а в 1959 році Усачевський (спільно з Отто Люнінгом) за спонсорської підтримки Фонду Рокфеллера перетворив студію Колумбійського університету на Колумбійський Прінстон-центр електронної музики — перший центр електронної музики в США. За словами Люнінга, «ми хотіли створити центр, в якому композитори могли б працювати і ставити експерименти без будь-якого тиску з боку комерції. Більшість Європейських студій існує при радіостанціях, але ми відчували, що в Америці це не працюватиме, бо сили комерції завеликі. Нам здавалося, що найкращим місцем є університет, в якому є поети, літератори і театрали, і акустики, на яких можна було б перевірити свої ідеї та отримати відповідні реакції. Одночасно можна підключити до роботи студентів і зробити студію доступною для людей, які бажають експериментувати на по-справжньому високому рівні».
З 1968 по 1970 рік Усачевський обіймав посаду президента Альянсу американських композиторів. У різний час у Володимира Усачевскій вчилися такі визнані майстри Американської музики, як Джон Епплтон, Чарльз Додж, Венді Карлос, Еліс Шилдс, Харві Солбергер, Чарльз Ворінен .

## Дискографія
- Tape Recorder Music (10", Gene Bruck Enterprises, 1955) Збірка творів Уссачевського й Отто Люнінга.
- A Poem in Cycles and Bells & Other Music for Tape Recorder (LP, Composers Recordings, 1957) Збірка творів Уссачевського, Отто Люнінга та Вільяма Берґсма.
- Son Nova 1988 Electronic Music (LP, Son Nova, 1963) Збірка творів Уссачевського, Маріо Давідовскі та Бюлента Ареля.
- Music for Electronic & Older Instruments (LP, Composers Recordings, 1968) Збірка творів Уссачевського, Отто Люнінга та Мела Павела.
- Tape Music An Historic Concert (LP, Desto, 1968) Концертне виконання творів Уссачевського й Отто Люнінга, записане 28 жовтня 1952.
- Film Music (LP/CD, New World, 1990) Музика до фільмів «За зачиненими дверима» (реж. Тед Данілевскі, 1962) і «Лінія найвищої точки» (реж. Ллойд Майкл Вільямс, 1968).
- Electronic and Acoustic Works 1957-1972 (CD, Composers Recordings, 1999) Збірка.